# Tom Hiddleston
Thomas William "Tom" Hiddleston, född 9 februari 1981 i London, är en brittisk skådespelare.
Hiddleston har spelat rollen som Loke i flera Marvel-filmer.

## Bakgrund
Hiddleston föddes i Westminster i London; föräldrarna är Diana Patricia, tidigare manager och administratör, och James Norman Hiddleston, forskare i fysikalisk kemi och tidigare verkställande direktör för ett läkemedelsföretag. Hans far är från Greenock, Skottland och hans mor från Suffolk, England.  Han är det mellersta barnet av tre; han har två systrar; Sarah (den äldsta) är journalist i Indien och Emma (den yngsta) är skådespelare liksom Tom. Han växte som barn upp i Wimbledon och senare i Oxford. Han började på en förberedande skola, The Dragon School i Oxford, och när han var 13 så började han på Eton College samtidigt som hans föräldrar gick igenom en skilsmässa. "Jag tror att jag började agera eftersom det var väldigt påfrestande att vara hemifrån, i skolan, medan mina föräldrar låg i skilsmässa." Hiddleston fortsatte vidare till universitetet i Cambridge. Han tog examen från Royal Academy of Dramatic Art 2005.

## Karriär

### De första åren

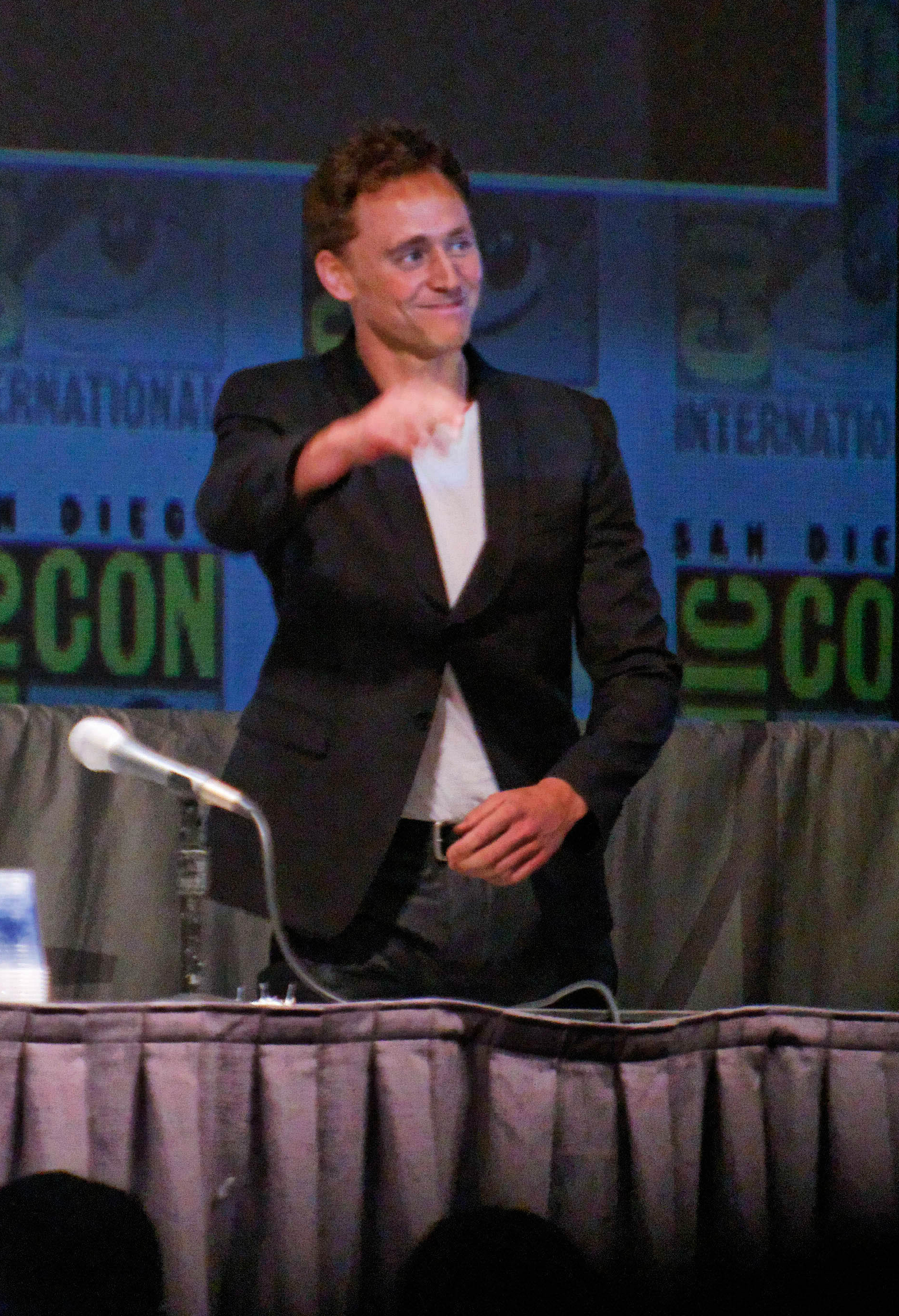
Hiddleston på San Diego Comic-Con International 2010.

Under Hiddlestons andra termin på Cambridge sågs han i en uppsättning av Linje Lusta av talangjägaren Lorraine Hamilton. Strax efter fick han sin första tv-roll i Stephen Whittakers filmatisering av Nicholas Nickleby för ITV, med Charles Dance, James D'Arcy och Sophia Myles. Medan han fortfarande studerade på universitetet spelade han i Konspirationen (BBC/HBO) i rollen som Randolph Churchill, son till Winston Churchill, i BAFTA- och Emmy-belönade BBC/HBO-dramat The Gathering Storm. Hans motspelare var bland andra Albert Finney och Vanessa Redgrave.
Efter examen från Royal Academy of Dramatic Art fick Hiddleston sin första filmroll som Oakley i Joanna Hoggs prisbelönta första långfilm, Unrelated. Den filmades på plats i Toscana, Italien. Han syntes också i huvudrollen som Edward i Joanna Hoggs andra långfilm, Archipelago. Han har också haft huvudroller i Declan Donnellans teatergrupp Cheek by Jowls produktioner The Changeling (där han spelade Alsemero för vilken han fick en nominering till 2007 års Ian Charleson Award) och Cymbeline (Posthumus Leonatus & Cloten) för vilken han 2008 vann Laurence Olivier Award för bästa nykomling. Han vara även nominerad för sin skildring av Cassio i Donmar Warehouses Othello.
Hiddleston har spelat i flera Donmar Warehouse-produktioner, bland annat som Cassio i Michael Grandages produktion av Shakespeares Othello (tillsammans med Chiwetel Ejiofor och Ewan McGregor) viken fick goda recensioner och senare Lvov i West End-uppsättningen av Tjechovs Ivanov. Dessa två roller gav honom Whatsonstage.com Theatregoers 'Choice Awards för bästa manliga biroll 2008.
På TV har han bland annat synts som Magnus Martinsson i BBC:s kriminaldrama Wallander, Bill Hazledine i Suburban Shootout, John Plumptre i BBC:s kostymdrama Miss Austen regrets och William Buxton i BBC-dramat Return to Cranford.

### 2011 och framåt

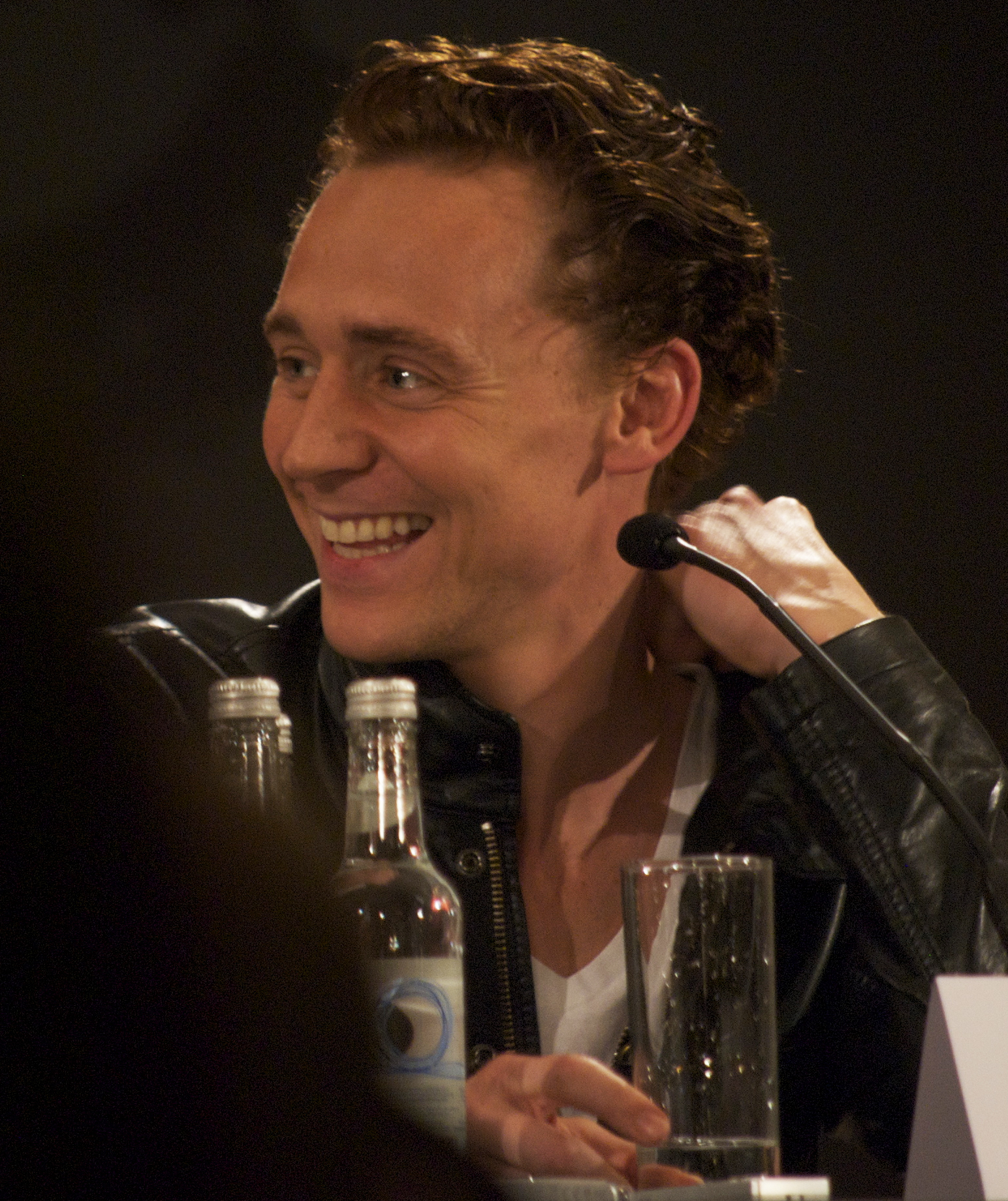
Tom Hiddleston i London 2011.

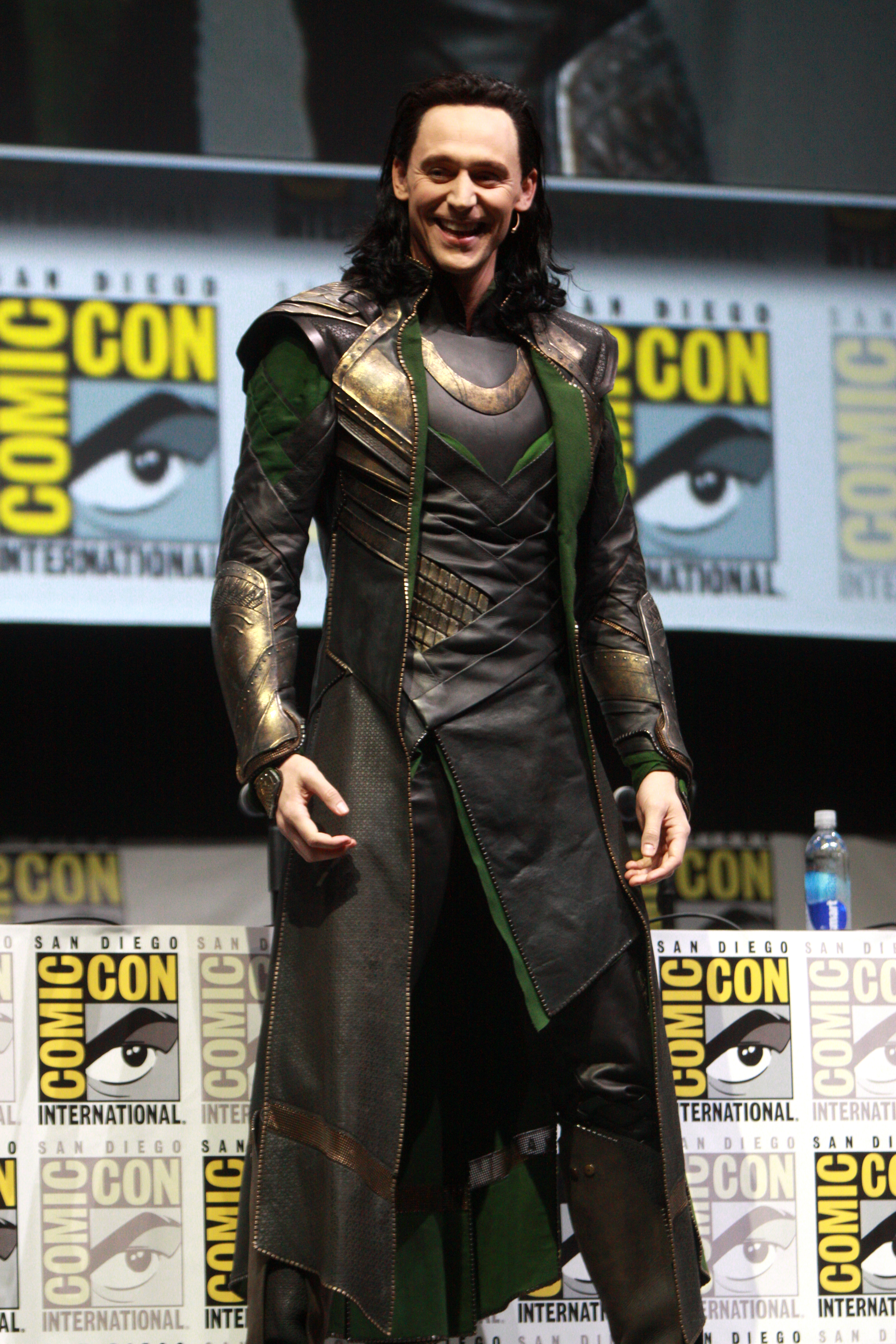
Tom Hiddleston som Loke på Comic-Con 2013.

Han fick sitt stora genombrott när han 2011 porträtterade Loke i Marvel Studios film, Thor. Han var inbjuden att provspela av Kenneth Branagh, filmens regissör, efter att tidigare ha arbetat med Branagh i produktionerna Ivanov och Wallander. När han provspelade för filmen provspelade han inledningsvis för rollen som Thor. Rollbesättaren gav Hiddleston sex veckor på sig att bli vältränad, så han gick på en strikt diet och lade på sig 9 kilo muskler. Till slut bestämde Branagh att han var mer lämplig som antagonisten och gav honom rollen som Loke.
År 2011 porträtterade han den välkända amerikanska romanförfattaren F. Scott Fitzgerald i Midnatt i Paris, skriven och regisserad av Woody Allen. Samma år medverkade han i War Horse, en film baserad på en roman av Michael Morpurgo från 1982, som regisserades av Steven Spielberg. Filmen fick mycket bra recensioner, fem BAFTA-nomineringar och sex Oscarsnomineringar 2012, inklusive i kategorin bästa film. 
Hiddleston spelade huvudrollen i det brittiska dramat The Deep Blue Sea, baserad på en pjäs från 1952 av Terence Rattigan, tillsammans med Rachel Weisz och Simon Russell Beale, regisserad av Terence Davies. Hiddleston spelar där Freddie Page, en vacker ung RAF-pilot, som har en passionerad affär med Hester Collyer, High Court-domaren Sir William Collyers yngre hustru.
2012 återvände han till sin roll som Loke i The Avengers där han spelar filmens huvudsakliga antagonist och superskurk. Filmen hade premiär 4 maj 2012. Hiddleston spelade där mot Robert Downey Jr, Chris Evans, Mark Ruffalo, Scarlett Johansson, Jeremy Renner och Chris Hemsworth.
År 2011 meddelade Hiddleston att han skulle porträttera prins Hal i TV-filmatiseringen av Shakespeares Henrik IV del 1 & 2 och Henrik V i Henrik V. Andra projekt han medverkar i är Jim Jarmuschs film Only Lovers Left Alive (2012). Hiddleston återvände som Loke i Thor: The Dark World, som hade Sverigepremiär den 30 oktober 2013.
Vid Golden Globe-galan 2017 vann han pris för sin roll i The Night Manager.
Den 8 november 2018 meddelades det att Hiddleston skulle reprisera sin roll som Loke i en ny TV-serie centrerad på karaktären som kommer att sändas på Disney+.

## Privatliv
Den 17 mars 2022 rapporterades att Hiddleston och Zawe Ashton är förlovade. I juni 2022 meddelades att de väntar sitt första barn.

## Filmografi (i urval)

### Film
| År   | Titel                                        | Roll                          | Noteringar                                                                         |
| ---- | -------------------------------------------- | ----------------------------- | ---------------------------------------------------------------------------------- |
| 2001 | The Life and Adventures of Nicholas Nickleby | Lord                          | TV-film                                                                            |
| 2001 | Konspirationen                               | Telefonoperatör               | TV-film                                                                            |
| 2002 | The Gathering Storm                          | Randolph Churchill            | TV-film                                                                            |
| 2007 | Jane Austens ånger                           | Mr. John Plumptre             | TV-film                                                                            |
| 2011 | Thor                                         | Loke Laufeyson                | Jameson Empire Award för Best Male Newcomer (2012)                                 |
| 2011 | Midnatt i Paris                              | F. Scott Fitzgerald           |                                                                                    |
| 2011 | War Horse                                    | Captain Nicholls              | Richard Attenborough Regional Film Critics Awards för The Rising Star Award (2012) |
| 2012 | The Deep Blue Sea                            | Freddie Page                  |                                                                                    |
| 2012 | The Avengers                                 | Loke Laufeyson                | MTV Movie Awards för Best Fight (2013) MTV Movie Awards för Best Villain (2013)    |
| 2012 | The Hollow Crown                             | Prins Hal/Henrik V av England | TV-film i tre delar                                                                |
| 2013 | Only Lovers Left Alive                       | Adam                          |                                                                                    |
| 2013 | Thor: The Dark World                         | Loke Laufeyson                |                                                                                    |
| 2014 | Muppets Most Wanted                          | Great Escapo                  |                                                                                    |
| 2014 | The Pirate Fairy                             | James Hook (röst)             |                                                                                    |
| 2014 | Unity                                        | Berättarröst                  | Dokumentär                                                                         |
| 2015 | High-Rise                                    | Dr. Robert Laing              |                                                                                    |
| 2015 | Crimson Peak                                 | Sir Thomas Sharpe             |                                                                                    |
| 2015 | I Saw the Light                              | Hank Williams                 |                                                                                    |
| 2017 | Kong: Skull Island                           | James Conrad                  |                                                                                    |
| 2017 | Thor: Ragnarök                               | Loke Laufeyson                |                                                                                    |
| 2018 | Grottmannen Dug                              | Lord Nooth (röst)             |                                                                                    |
| 2018 | Avengers: Infinity War                       | Loke Laufeyson                |                                                                                    |
| 2019 | Avengers: Endgame                            | Loke Laufeyson                |                                                                                    |
| 2023 | Ant-Man and the Wasp: Quantumania            | Loke Laufeyson                | Cameo                                                                              |
| 2024 | The Life of Chuck                            | Charles "Chuck" Krantz        |                                                                                    |
| 2026 | Avengers: Doomsday                           | Loke Laufeyson                |                                                                                    |

### TV
| År        | Titel             | Roll                  | Noteringar                     |
| --------- | ----------------- | --------------------- | ------------------------------ |
| 2006      | Suburban Shootout | Bill Hazeldine        | 10 avsnitt                     |
| 2006      | Galápagos         | Charles Darwin (röst) | TV-dokumentär                  |
| 2007      | Casualty          | Chris Vaughn          | 1 avsnitt: "The Killing Floor" |
| 2008–2010 | Wallander         | Magnus Martinsson     |                                |
| 2016      | The Night Manager | Jonathan Pine         | Miniserie                      |
| 2021–2023 | Loki              | Loke Laufeyson        | Även exekutiv producent        |
| 2021–2024 | What If...?       | Loke Laufeyson        | Röstroll                       |

### Teater
| År   | Titel                     | Roll                        | Teater                                 | Notering |
| ---- | ------------------------- | --------------------------- | -------------------------------------- | --- |
| 2005 | Yorgjin Oxo: The Man      | Yorgjin Oxo                 | Theatre503                             | |
| 2006 | The Changeling            | Alsemero                    | Cheek by Jowl/ Barbican/ European Tour | |
| 2007 | Cymbeline                 | Posthumus Leonatus & Cloten | Cheek by Jowl/ Barbican/ World Tour    | Laurence Olivier Award för Best Newcomer in a Play (2008)                                                                      |
| 2008 | Othello                   | Michael Cassio              | Donmar Warehouse                       | Ian Charleson Awards Third Prize (2007) Whatsonstage.com Theatregoers' Choice Award för Best Supporting Actor in a Play (2009) |
| 2008 | Ivanov                    | Lvov                        | Donmar Warehouse                       | Whatsonstage.com Theatregoers' Choice Award för Best Supporting Actor in a Play (2009)                                         |
| 2010 | The Children's Monologues | Prudence                    | Old Vic Theatre                        | |
| 2012 | The Kingdom of Earth      | Lot                         | Criterion Theatre                      | |
| 2013 | Coriolanus                | Coriolanus                  | Donmar Warehouse                       | |

### Radio
| År   | Titel                             | Roll             | Regissör         | Notering          |
| ---- | --------------------------------- | ---------------- | ---------------- | ----------------- |
| 2002 | The Angry Brigade                 | John Barker      | Peter Kavanagh   | BBC Radio 4       |
| 2006 | Dracula                           | Jonathan Harker  | Marion Nancarrow | BBC World Service |
| 2006 | Another Country                   | Tommy Judd       | Marc Beeby       | BBC Radio 4       |
| 2007 | Caesar III: An Empire Without End | Romulus          | Jeremy Mortimer  | BBC Radio 4       |
| 2008 | Othello                           | Michael Cassio   | Michael Grandage | BBC Radio 3       |
| 2008 | The Leopard                       | Tancredi         | Lucy Bailey      | BBC Radio 3       |
| 2008 | Cyrano de Bergerac                | Christian        | David Timson     | BBC Radio 3       |
| 2009 | Carnival                          | Lords of Misrule | Zahid Warley     | BBC Radio 3       |

### Spel
| År   | Titel                | Roll           | Notering |
| ---- | -------------------- | -------------- | -------- |
| 2011 | Thor: God of Thunder | Loke Laufeyson | Röst     |